# Josef Krofta (politik)
Josef Krofta, též Josef Victorin Krofta (27. února 1845 Potvorov – 3. listopadu 1892 Plzeň), byl rakouský a český advokát a politik, v 2. polovině 19. století poslanec Českého zemského sněmu a Říšské rady; starosta Plzně.

## Biografie
V letech 1856–1864 vystudoval premonstrátské gymnázium v Plzni a v roce 1868 absolvoval Karlo-Ferdinandovu univerzitu v Praze, kde roku 1870 získal titul doktora práv. Profesí byl advokátem. Po dokončení vysoké školy nastoupil jako koncipient v plzeňské kanceláři dr. Steinschneidera. Později si zřídil vlastní advokátní kancelář.
Od roku 1878 zasedal v plzeňském obecním zastupitelstvu. V období let 1889–1892 byl starostou Plzně. Za jeho působení v čele radnice došlo k výstavbě několika významných silnic (například z Plzně přes Lobzy a Božkov do Letkova), proběhla výstavba mostů v Doudlevcích a v Doubravce. Dokončen byl též městský vodovod. Byl aktivní v místních spolcích a organizacích. V letech 1876–1879 působil jako jednatel Českého politického spolku v Plzni. Stál u zrodu Spolku přátel vědy a literatury české, jenž byl založen v Plzni v roce 1878. Prvním předsedou, plzeňského odboru Národní jednoty pošumavské se stal po zvolení 28. července 1884. Byl předsedou kuratoria městských muzeí. Publikoval v místním tisku (Plzeňské listy).
V 70. letech 19. století se zapojil i do zemské a celostátní politiky. V doplňovacích volbách roku 1876 byl zvolen na Český zemský sněm v městské kurii (obvod Plzeň). Uspěl za svůj obvod i v řádných volbách roku 1878. Mandát obhájil i ve volbách roku 1883 a volbách roku 1889. Patřil k staročeské straně (Národní strana). Ve volbách do sněmu roku 1889 kandidoval nadále za staročechy, přičemž mladočeská strana zde nepostavila vlastního protikandidáta.
Zasedal i na Říšské radě, kam byl zvolen v doplňovacích volbách roku 1877 za městskou kurii, obvod Plzeň. Z politických důvodů (česká pasivní rezistence) se ale nedostavil do sněmovny, čímž byl jeho mandát prohlášen za zaniklý. Do vídeňského parlamentu byl zvolen i ve volbách do Říšské rady roku 1879. Český bojkot Říšské rady skončil a mandátu se proto aktivně ujal. Obhájil ho ve volbách do Říšské rady roku 1885.
Po volbách v roce 1879 se na Říšské radě připojil k Českému klubu (jednotné parlamentní zastoupení, do kterého se sdružili staročeši, mladočeši, česká konzervativní šlechta a moravští národní poslanci). Jako člen parlamentního Českého klubu se uvádí i po volbách v roce 1885.
Zemřel v listopadu 1892. Byl pohřben na Mikulášském hřbitově. Jeho hrob byl po roce 1902 přesunut na plzeňský Ústřední hřbitov. S manželkou Marií Terezií Kroftovou, rozenou Svátkovou (29. března 1852 Plzeň – 10. října 1932 Plzeň)  měli sedm dětí, jenž se dožili dospělého věku. Jejich synem byl právník Richard Krofta, který působil ve funkci předsedy správní rady Měšťanského pivovaru v Plzni a taktéž jako předseda Svazu československých pojišťoven. Další syn,historik Kamil Krofta, byl univerzitní profesor, československý diplomat a politik. 